# Сухопутные войска Словении
Сухопутные войска Словении (словен. Slovenska vojska) — наиболее крупная составляющая Вооружённых сил Словении. Их устройство, состав, вооружение регулируются миссиями и задачами словенской армии.

## История
Нынешние словенские вооружённые силы происходят от Территориальной обороны Республики Словении (словен. Teritorialna Obramba Republike Slovenije; TORS), которая была образована в 1968 году как военизированное дополнение к частям Югославской народной армии (ЮНА) на территории СР Словения. Основными задачами ТО Словении были поддержка ЮНА и проведение партизанских операций в случае вторжения.
Когда Словения объявила независимость в начале югославских войн в 1991 году, ТО и словенская полиция составляли большинство сил, оказывавших сопротивление Югославской народной армии в ходе десятидневной войны. Вооружённые силы Словении были официально учреждены в 1993 году как реорганизация ТО.
В 1992 году была образована 1-я специальная бригада МОРиС — формирование специального назначения Вооружённых сил Словении. В 1998 году на её базе была сформирована 1-я бригада Вооружённых сил Словении.

## Структура

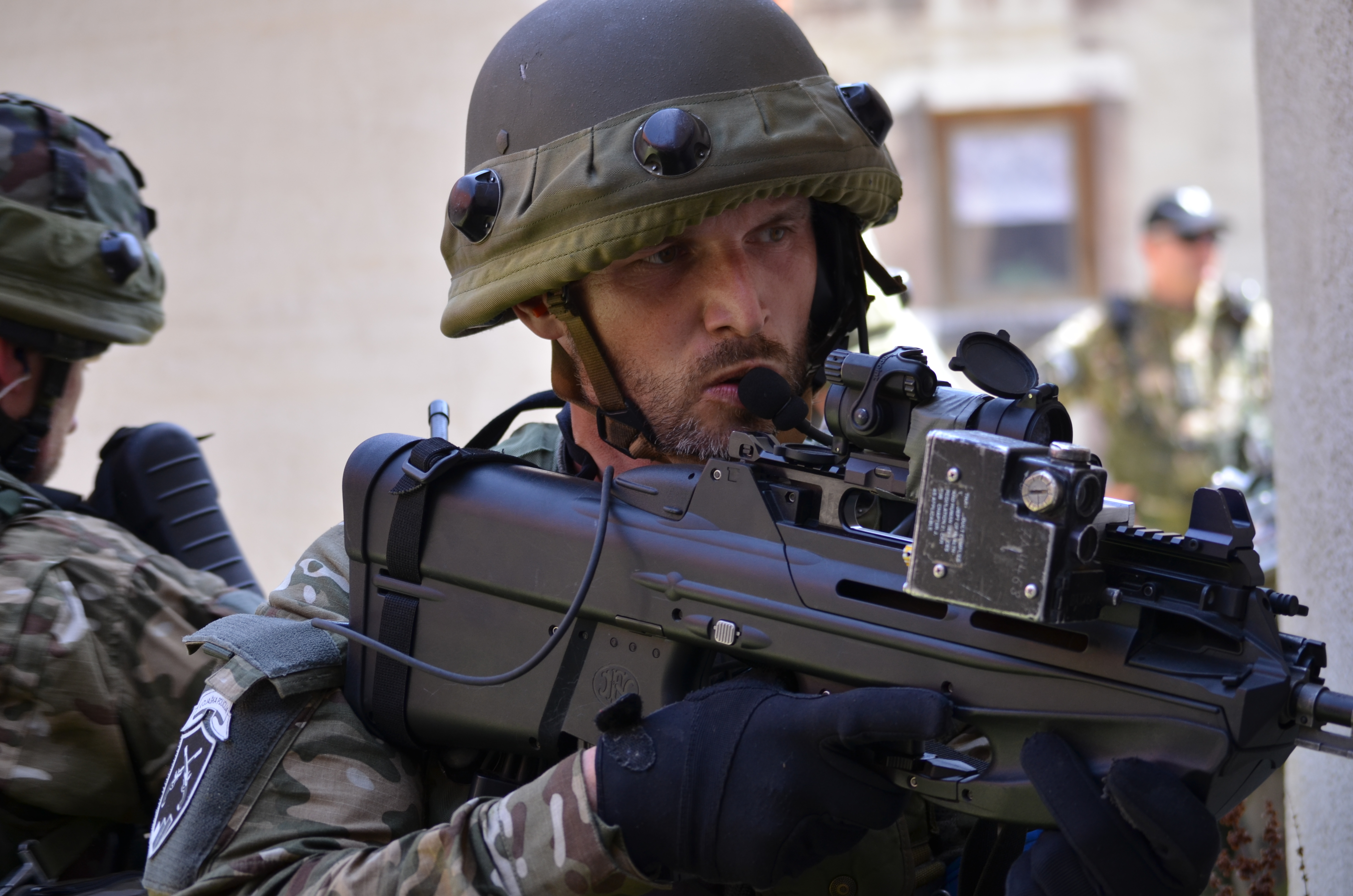
Словенский солдат с автоматом FN F2000

Численность личного состава сухопутных войск — 7250 чел. В боевом составе находились (на 2002 год):
- 7 пехотных бригад, в составе каждой имеются по 3 пехотных батальона: 1 полностью укомплектованный и 2 батальона кадра;
- 1 бригада специального назначения;
- 1 воздушно-десантная бригада;
- 1 противотанковый батальон;
- 2 отдельных механизированных батальона;
- 1 инженерная рота;
- 1 подразделение защиты от ОМП;
- 1 полк материально-технического обеспечения;
- 1 зенитная ракетная бригада.

Бригады специального назначения и воздушно-десантная, а также противотанковый батальон, инженерная рота и подразделение защиты от ОМП входят в состав сил быстрого реагирования.

## Вооружение

### Бронетехника
| Тип                         | Изображение | Производство         | Назначение           | Количество | Примечания                                           |
| Танки                       | Танки       | Танки                | Танки                | Танки      | Танки                                                |
| --------------------------- | ----------- | -------------------- | -------------------- | ---------- | ---------------------------------------------------- |
| М-84                        |             | Югославия            | Основной боевой танк | 14         | Используются в качестве учебных. Еще 32 на хранении. |
| Боевые бронированные машины |             |                      |                      |            |                                                      |
| Valuk                       |             | Словения             | Бронетранспортёр     | 85         |                                                      |
| SCOV Svarun                 |             | Финляндия · Словения | Бронетранспортёр     | 30         |                                                      |
| Otokar Cobra CBRN           |             | Турция               | бронеавтомобиль      | 10         |                                                      |
| Артиллерия                  |             |                      |                      |            |                                                      |
| TN-90                       |             | Израиль              | 155-мм пушка-гаубица | 18         |                                                      |
| 50 mn-9/m-74                |             | Югославия            | 120-мм миномет       | 50         |                                                      |
| M69                         |             | Сербия               | 82-мм миномет        |            |                                                      |
| Средства ПВО                |             |                      |                      |            |                                                      |
| Игла-С                      |             | Россия               | ПЗРК                 |            |                                                      |

## Знаки различия

### Генералы и офицеры
| Категории               | Генералы      | Генералы            | Генералы          | Генералы      | Oфицеры   | Oфицеры      | Oфицеры | Oфицеры | Oфицеры           | Oфицеры   |
| ----------------------- | ------------- | ------------------- | ----------------- | ------------- | --------- | ------------ | ------- | ------- | ----------------- | --------- |
|                         |               |                     |                   |               |           |              |         |         |                   |           |
| Словенское звание       | General       | Generalpodpolkovnik | Generalmajor      | Brigadir      | Polkovnik | Podpolkovnik | Major   | Stotnik | Nadporočnik       | Poročnik  |
| Российское соответствие | Генерал армии | Генерал-полковник   | Генерал-лейтенант | Генерал-майор | Полковник | Подполковник | Майор   | Капитан | Старший лейтенант | Лейтенант |

### Сержанты и солдаты
| Категории               | Подофицеры              | Подофицеры        | Подофицеры        | Подофицеры | Подофицеры          | Подофицеры    | Подофицеры      | Подофицеры | Солдаты         | Солдаты  | Солдаты     | Солдаты |
| ----------------------- | ----------------------- | ----------------- | ----------------- | ---------- | ------------------- | ------------- | --------------- | ---------- | --------------- | -------- | ----------- | ------- |
|                         |                         |                   |                   |            |                     |               |                 |            |                 |          |             |         |
| Словенское звание       | Višji štabni praporščak | Štabni praporščak | Višji praporščak  | Praporščak | Višji štabni vodnik | Štabni vodnik | Višji vodnik    | Vodnik     | Naddesetnik     | Desetnik | Poddesetnik | Vojak   |
| Российское соответствие | нет                     | нет               | Старший прапорщик | Прапорщик  | нет                 | Старшина      | Старший сержант | Сержант    | Младший сержант | Ефрейтор | нет         | Рядовой |